# 中野仁詞
中野 仁詞（なかの ひとし、1968年 - ）は、日本のキュレーター。京都芸術大学大学院芸術研究科准教授、東北芸術工科大学客員教授。

## 来歴
- 1968年 神奈川県生まれ[2]
- 1992年[3] そごう美術館[4]
- 1999年 慶應義塾大学大学院美学美術史学専攻前期博士課程修了[5]
- 1999年 神奈川芸術文化財団神奈川県立音楽堂
- 2003年 神奈川芸術文化財団神奈川県民ホールギャラリー
- 2025年 インディペンデントキュレーター

## 人物
第56回ヴェネチア・ビエンナーレ国際美術展の日本館にて「《掌の鍵》　– The Key in the Hand –」展を開催。

## 企画
- 「音楽詩劇 生田川物語　能「求塚」にもとづく」（2004年、神奈川県立音楽堂）
- 「アルマ・マーラーとウィーン世紀末の芸術家たち」（2006年、神奈川県立音楽堂）
- 塩田千春「掌の鍵」（2015年、ヴェネチア・ビエンナーレ日本館 ）
- 横浜トリエンナーレ 2017 「島と星座とガラパゴス」（2017年、横浜美術館、横浜赤レンガ倉庫1号館、横浜市開港記念会館地下）
- 塩田千春（2021年、那覇市立なはーと）
- コネクションズ－さまざまな交差展（2022年、小田原三の丸ホール）[7]

### 神奈川県民ホールギャラリー
- 塩田千春展「沈黙から」 (2007年)
- 生誕100年ジョン・ケージ　せめぎあう時間と空間（音楽・ダンス、2011年）[8]
- 小金沢健人展「あれとこれのあいだ」（2008年）
- 「日常／場違い」展（2009年）
- 「デザインの港。」浅葉克己展（2009年 - 2010年）
- 泉太郎展「こねる」（2010年）
- 「日常／ワケあり」展（2011年）
- さわひらき展「Whirl」（2012年）
- 八木良太展「サイエンス/フィクション」（2014年）[9]
- 大山エンリコイサム「夜光雲」（2020年-2021年）
- 「ドリーム／ランド」（2022年-2023年）
- 「味／処」（2023年 - 2024年）
- 「眠れよい子よ　よい子の眠る／ところ」（2024年、2025年）

### KAAT神奈川芸術劇場
- 「日常／オフレコ」展（2014年）
- 「突然ミュージアム」（2015年、2016年）
- 塩田千春「鍵のかかった部屋」（2016年）
- 「詩情の森」-語り語られる空間＆オープンシアター（2017年）
- さわひらき「潜像の語り手」（2018年）
- 小金沢健人「Naked Theatre-裸の劇場」(2019年)
- 宮永亮「KAA10」（2020年 - 2021年）
- 冨安由真「漂泊する幻影」（2021年）
- 志村信裕「游動」（2021年）
- 鬼頭健吾「Lines」(2022年)
- 浅田政志「わたしとわたしたちのいま」（2023年）
- 南条嘉毅「地中の渦」（2024年）
- アトリウム映像プロジェクト（2015年‐2025年）